# Nosači zrakoplova klase Midway
Klasa Midway je bila klasa nosača zrakoplova Američke ratne mornarice. Midway je jedna od najdugovječnijih klasa nosača zrakoplova u povijesti. Klasu čine tri nosača. Prvi brod u klasi po kojem je i cijela klasa odbila ime je bio USS Midway (CV-41) koji je primljen u operativnu službu 10. rujna 1945. godine, prekasno da bi sudjelovao u Drugom svjetskom ratu. USS Midway (CV-41) je povučen iz službe 1992. godine, kratko nakon Operacije Desert Storm 1991. godine. Nasljedila ih je klasa Forrestal.

## Karakteristike